# بمیر، بمیر عزیزم
| بررسی انتقادی | بررسی انتقادی |
| منبع          | رتبه‌بندی      |
| ------------- | ------------- |
| آل‌میوزیک      | [ ۱ ]         |

«بمیر، بمیر عزیزم» (به انگلیسی: Die, Die My Darling) ترانه‌ای از گروه هارر پانک میس‌فیتس است. این ترانه در ماه می ۱۹۸۴ (۷ ماه پس از فروپاشی گروه میس‌فیتس) توسط شرکت نشر مستقل پلَن ناین منتشر شد. نام ترانه الهام گرفته از فیلم ترسناک متعصب (۱۹۶۵) است که در ایالات متحده آمریکا با عنوان «بمیر، بمیر عزیزم!» اکران شد. طرح جلد تک‌آهنگ برگرفته از شمارهٔ نوزدهم کتاب کامیک تالار لرز منتشر شده در سپتامبر ۱۹۵۳ است.
این ترانه در سال ۱۹۸۱ و به‌عنوان یکی از قطعه‌های آلبوم با ما قدم بزن ضبط شد اما در آن آلبوم گنجانده نشد و در سال ۱۹۸۴ به‌همراه ۲ ترانهٔ دیگر، در قالب تک‌آهنگ منتشر شد.
گروه متالیکا، درسال ۱۹۹۸ نسخهٔ جدیدی از «بمیر، بمیر عزیزم» را در کاور آلبوم گاراژ اینک. منتشر کردند.

## نظر منتقدان
ویکتور والدویا از آل‌میوزیک در نقد مثبتی که راجع به «بمیر، بمیر عزیزم» نوشت آن را جزو بهترین ترانه‌هایی دانست که میس‌فیتس ضبط کرده‌اند و با عبارت «یک انرژی خالص و وحشیانهٔ آزادشده» از آن یاد کرد.
آرون لاریویه در استریوگام «بمیر، بمیر عزیزم» را بهترین ترانهٔ میس‌فیتس لقب داد. ریتم کوبنده‌ای که ترانه با آن آغاز می‌شود، تمام مدت تکرار می‌شود و تا پیش از پایان آشفتهٔ آهنگ، حتی کوبنده‌تر هم می‌شود و به عقیدهٔ لاریویه این، یک بدرقهٔ بی‌نقص برای یکی از بهترین گروه‌های پانک تمام دوران است.
جف یانیاک (خوانندهٔ گروه دیسچارج) بر این باور است بودجهٔ پایین گروه‌ها بعضاً باعث می‌شود بهترین آثارشان را خلق کنند و این قطعه را مصداق آن وضعیت می‌داند. او نسخهٔ متالیکا را «بسیار وحشتناک» توصیف کرده و معتقد است آن‌ها ترانه را نابود کرده‌اند.
دَن آزی در وبسایت دیفیوزر، با اشاره به نام و محتوای ترانه از آن با عنوان کتاب درسی میس‌فیتس یاد کرده‌است.

## فهرست قطعه‌های تک‌آهنگ
همهٔ ترانه‌ها توسط گلن دانتزیگ نوشته شده‌است.
| Side A | Side A            | Side A |
| شماره  | نام               | مدت    |
| ------ | ----------------- | ------ |
| ۱.     | «بمیر، بمیر عشقم» | ۳:۱۱   |

| Side B     | Side B                                      | Side B |
| شماره      | نام                                         | مدت    |
| ---------- | ------------------------------------------- | ------ |
| ۱.         | «ما نیش می‌زنیم»                             | ۱:۱۵   |
| ۲.         | «مامان، می‌شه امشب برم بیرون و یکی رو بکشم؟» | ۲:۰۳   |
| مجموع مدت: | مجموع مدت:                                  | ۶:۲۹   |